# Hohenpeißenberg
Hohenpeißenberg é um município da Alemanha, situado no distrito de Weilheim-Schongau, no estado da Baviera. Tem 20,44 km² de área, e sua população em 2019 foi estimada em 3.853 habitantes.